# 電視風雲
《電視風雲》（英語：Battlefield Network）是香港亞洲電視拍攝製作的劇集，全劇共63集，丁亮擔任監製，陳錦鴻、黎耀祥、陳芷菁等演出。
故事講述方紹龍（陳錦鴻 飾）是個胸懷大志的助理编导，和方紹強（黎耀祥 飾）这位具有丰富想象力的编剧之间的一段兄弟情；後來經歷電視台的興衰起跌，方紹龍不但成為有名編劇，更成為一間電視台的領導者。影射1970年代，無綫、麗的、佳視三台鼎立時期及後的香港電視史。除此劇以外，亞洲電視還製作了以邵氏兄弟和TVB起落為藍本的《影城大亨》、反映香港選美歷程及豪門恩怨的《美麗傳說》、以無綫藝員訓練班、新秀歌唱大賽和80年代香港小姐為基礎表達演員奮鬥歷程的《美麗傳說2星願》和用六四事件後成立電台作背景的《第三間電台》。

## 故事大綱
1978年，香港有「紅視」、「藝星」及「佳勵」三家電視台（分別影射無綫電視、麗的電視及佳藝電視）。當時藝星電視台台勢甚弱，面對兩大競爭對手，隨時會倒閉。
來自「電視迷世家」的方紹龍（陳錦鴻飾）想與在紅視任編劇的大哥方紹強（黎耀祥飾）一起工作，卻陰差陽錯，考入藝星電視台當助導。方紹龍在機緣巧合下，遇上改變他一生的電視奇才霍偉良（吳廷燁飾），從此周旋於爭權奪利的電視台戰局中；雖然師徒決裂、兄弟反目，卻令方紹龍成為香港電視史上，代表新勢力的風雲人物。
方紹龍在事業上的高潮起伏與他在感情路上的寫照恰巧相似。他一生遇到的三個女人（陳芷菁、珈潁、黎思嘉飾）分別與他譜出三段刻骨銘心的愛情故事。

## 演員表
- 方紹龍（角色原型：楊紹鴻） -  陳錦鴻飾演
- 方紹強（角色原型：王晶） - 黎耀祥飾演
- 張　月 - 陳芷菁飾演
- 霍偉良 - 吳廷燁飾演
- 溫飛霞（角色原型：溫碧霞） - 珈　潁飾演
- 張近明 - 張錦程飾演
- 周詠芝 - 黎思嘉飾演
- 周國友（角色原型：徐少强） - 袁文傑飾演
- 沈偉年 - 陳保元飾演
- 周　萍（方　母） - 鮑起靜飾演
- 朱　玲（周　母） - 饒芷昀飾演
- 艾美宜 - 田蕊妮飾演
- 洪小小 - 鍾慧寧飾演
- 利伯天（角色原型：梁天） - 徐二牛飾演
- 趙若愚（角色原型：蕭若元） - 黃允材飾演
- 古大豹 - 劉錫賢飾演
- 游大海（角色原型：劉天賜） - 周兆麟飾演
- 施海揚 - 江　圖飾演
- 方思雯 - 黎家嘉飾演
- 方　元 - 黃樹棠飾演
- 何　照（角色原型：黃錫照） - 方　平飾演
- 羅偉仁（角色原型：鍾景輝） - 鄭恕峰飾演
- 趙大昌（角色原型：邱德根） - 關　鍵飾演
- 劉志信（角色原型：劉志榮） - 林子博飾演
- 白　飛 - 梁浩楷飾演
- 李　富 - 劉志榮飾演
- 阿　才 - 蔡國威飾演
- 邱楊玉儀（角色原型：周梁淑怡）  - 謝雪心飾演

## 劇中描述的歷年電視界事件
- 無綫電視《歡樂今宵》戶外直播意外
- 麗的電視拍攝《十大奇案》（劇中名為《七大奇案》）、《鱷魚淚》（劇中名為《強人淚》）、《天蠶變》（劇中名為《天地變》）、《大地恩情》（劇中名為《黃土濃情》）等電視劇
- 周梁淑怡主政佳藝電視後，以銀彈攻勢向TVB及麗的挖角
- 佳視開拍時裝劇《名流情史》（劇中名為《富豪情史》）
- 佳視倒閉
- 劉天賜在佳視倒閉後倒戈重返無綫電視 (實際上劉天賜離職時與無綫高層已有約定，佳視倒閉後重返無綫。而在佳視倒閉時劉接受嘉禾電影邀請，到嘉禾工作一段時間)
- 《天蠶變》主角徐少強失蹤換人事件
- 麗的在廣告中表示，會以「狂風掃落葉姿態」打敗無綫
- 無綫腰斬電視劇《輪流傳》（劇中名為《人生如夢》）
- 無綫推出《千王之王》（劇中名為《賭王之王》），以吸引之前改為收看友台《大地恩情》的觀眾
- 麗的賣盤，邱德根入股該電視台、並把其更名為「亞洲電視」（劇中新東主趙大昌收購藝星電視後，更名為「寰宇電視」）
- 邱德根經營亞視時的節儉風格
- 邱德根入主後，亞視開拍《秦始皇》（劇中名為「春秋戰國」）和成吉思汗（劇中名為「忽必烈」）等電視劇
- 1987年亞視總台火災
- 八十年代電影業盛世時，電視台編劇的「秘撈」現象
- 亞視再賣盤，林百欣入主（劇中寰宇電視賣盤後，電視台更名為「天下電視」）
- 林百欣入主、李德宏留任後，亞視高層與女星的緋聞（劇中李富入主天下電視後，與女星的關係糾纏不清）
- 林百欣入主亞視後中止賣盤過渡期周梁淑怡主政時大花金錢的節目(劇中李富入主藝星後指一個節目 「成人TALK SHOW今晚傾情夜」 (言談中暗示為今夜不設防) 過於浪費金錢，指示結束該節目)
- 亞視製作資訊節目《今日睇真D》（劇中名為「天下事」）
- 《今日睇真D》播放外國解剖外星人片段事件（劇中方紹龍只在某次例行會議中提及有關片段，並說有意購買，但最終未有交代有沒有購入和播出片段）
- 九十年代黑社會干預香港電影界事件，「全港演藝界抗議影圈暴力行動」
- 亞視準備製作遊戲節目《百萬富翁》(劇中以霍偉良與李富製作「聲稱」的真人求生歷險節目「生存遊戲」，但現實卻是問答遊戲)。
- 亞視停牌風波（劇中的天下電視最終安然無恙，但在現實世界中，亞洲電視因牌照不獲續期，在2016年4月1日結束香港免費電視廣播）

## 電視節目的變遷
| 香港亞洲電視本港台 2000年12月18日－2001年2月9日 逢星期一至五 20:30-21:30 2001年2月12日－2001年3月16日 逢星期一至五 22:00-23:00                                                                         | 香港亞洲電視本港台 2000年12月18日－2001年2月9日 逢星期一至五 20:30-21:30 2001年2月12日－2001年3月16日 逢星期一至五 22:00-23:00                                                                            | 香港亞洲電視本港台 2000年12月18日－2001年2月9日 逢星期一至五 20:30-21:30 2001年2月12日－2001年3月16日 逢星期一至五 22:00-23:00 |
| --- | --- | --- |
| | 電視風雲 （2000年12月18日－2001年3月16日） | |
| 快活谷（註1） 2000年10月23日－2000年12月15日 星期一至五 20:30-21:00 妳想的愛 2000年11月6日－2000年12月15日 星期一至五 21:00－22:00 美麗傳說（註2） 2000年12月27日－2001年2月9日 星期一至五 22:00-23:00 | 俠骨仁心（電影特別版Ⅰ、Ⅱ） 2001年2月12日－2001年2月13日 星期一至二 20:30-22:00 俠骨仁心 2001年2月14日－2001年4月6日 星期一至五 20:30-21:30 緣來一家人 2001年3月19日－2001年4月13日 星期一至五 22:00-23:00 | |

- 註1：由2000年12月18日至2001年1月15日，《快活谷》播映時間為00:05-00:35。
- 註2：由2000年12月18日至2000年12月26日，《美麗傳說》播映時間為21:30-22:30。